# Neisseria macacae
Neisseria macacae – gatunek Gram-ujemnej bakterii zasiedlający nosogardziel makaków królewskich. Tworzy nieruchliwe dwoinki o średnicy 0,6–1,0 mikrometrów. Jej żółtawe kolonie osiągają średnicę 1,0–1,5 mm po 17 godzinach hodowli w temperaturze 37 °C i wykazują aktywność hemolityczną na agarze z krwią. Bakteria ta wytwarza katalazę, redukuje azotyny, ale nie azotany. Zdolna jest do fermentacji glukozy, fruktozy, maltozy, ale nie sacharozy. N. macacae jest blisko spokrewniona z komensalnymi Neisseria sicca i Neisseria mucosa. Ponadto, analizy filogenetyczne sugerują, że N. macacae i N. sicca powinny zostać zaliczone do tego samego gatunku co N. mucosa. Genom N. macacae posiada znaczącą liczbę ortologów antygenów i czynników wirulencji obecnych w genomach chorobotwórczych N. meningitidis oraz N. gonorrhoeae. Neisseria macacae może przenosić się z makaków na ludzi, oraz może prowadzić do rozwoju sepsy. Opisany został jeden przypadek infekcyjnego zapalenia wsierdzia spowodowanego przez N. macacae u mężczyzny, który nie miał styczności z makakami królewskimi.